# Rick O'Connell
Pour les articles homonymes, voir O'Connell.
Richard « Rick » O'Connell est un personnage de fiction créé par Stephen Sommers, Lloyd Fonvielle et Kevin Jarre dans le film La Momie en 1999. Il est interprété par Brendan Fraser.

## Biographie fictive
En 1923, Rick O'Connell fait partie de la Légion étrangère. Beni et lui sont les seuls survivants d'un combat contre les Medjaÿ, les protecteurs d'Hamunaptra, dans le désert égyptien. 
En 1926, il fait la connaissance de Evelyn Carnahan une jeune et ravissante égyptologue et de Jonathan, le frère d'Evelyn, dans une prison du Caire. Mis à mort par le directeur de la prison, il est sauvé in extrémis par Evelyn qui a marchandé sa vie avec le directeur de la prison. Rick fait la promesse à Evelyn de l'amener à Hamunaptra.
Sur le chemin qui mène à Hamunaptra, Rick retrouve Beni qui lui conduit des chercheurs américains. Ils sont attaqués par les Medjaÿ qui coulent le bateau sur lequel ils naviguent. Arrivée dans la cité, Evelyn délivra Imhotep qui aspire l'énergie vitale des Américains et l'égyptologue pour devenir invincible. Il captura ensuite Evelyn pour ressusciter Ankhsunamun, sa maitresse à l'époque où il était prêtre de pharaon. Il perd ses pouvoirs à cause du Livre des Vivants et est tué par Rick. La cité d'Hamunaptra est détruite, juste avant le départ de Rick, Evelyn et Jonathan. Rick épouse Evelyne. Ils ont un petit garçon : Alex.
En 1933, Rick et sa famille est de nouveau confronté à Imhotep et au Roi Scorpion. Ardeth Bay, le chef des Medjaÿ vient aider Rick.
En 1938, Rick est de nouveau confronté à Imhotep. Pour le mettre définitivement hors d'état de nuire, il doit réunir les rouleaux de Thèbes.
En 1947, Rick prête main-forte à son fils, devenu archéologue et confronté à la momie de l'empereur Er Shi Huangdi.

## Description

### Physique
De grande taille et fort, il représente l'archétype du héros d'action. Il porte ses cheveux châtain clair courts et garde une mèche qui barre son front, sa peau tannée par le soleil contraste avec ses yeux d'un bleu profond. Il porte un tatouage sur le dessus de poignet droit, qu'il s'est fait faire quand il était à l'orphelinat, représentant un guerrier Medjai qui doit protéger l'Humanité. De ce fait, il est un soldat de Dieu.

### Personnalité
S'il fait souvent preuve d'un certain humour, il n'hésite pas à mettre sa vie en danger pour secourir ou sauver ceux qu'il aime. Il privilégie le recours à la force par rapport à la réflexion dans les situations de danger, représentant ainsi l'exemple de l'aventurier un peu "bourrin". Sa formation militaire dans la Légion Étrangère, le sang de Medjai qui coule dans ses veines et le fait qu'il soit le "protecteur de l'humanité" lui confère d'extraordinaires réflexes, et une très grande rapidité et force et résistance physique. Il parviendra par exemple à intercepter au vol le javelot lancé par Imhotep pour tuer le Roi Scorpion et à affronter le prêtre Égyptien et l'Empereur Dragon au corps à corps et leur tenir tête.

### Armes utilisées
Rick O'Connell fait partie de la Légion étrangère, il sait donc bien manier les armes.
Voici les armes qu'il utilise dans les films.
Dans La Momie :
- Un fusil à verrou Lebel modèle 1886
- Deux revolvers Chamelot-Delvigne 11mm
- Deux pistolets Colt M1911
- Un fusil à pompe Winchester M1897

Dans Le Retour de la momie :
- Un revolver Remington 1865
- Un fusil à levier Winchester Modèle 1887
- Deux pistolets Colt M1911

Dans La Momie : La Tombe de l'empereur Dragon : 
- Un revolver "Peacekeeper" Colt Single Action Army
- Un pistolet Colt M1911
- Une Thompson (pistolet mitrailleur) à chargeur "camembert"
- Un fusil à pompe Winchester M12
- Un pistolet-mitrailleur Sten Mk.2

## Œuvres où le personnage apparaît

### Cinéma
- La Momie (Stephen Sommers, 1999) avec Brendan Fraser  (VF : Guillaume Orsat)
- Le Retour de la momie (Stephen Sommers, 2001) avec Brendan Fraser (VF : Guillaume Orsat)
- La Momie : La Tombe de l'empereur Dragon (Rob Cohen, 2008) avec Brendan Fraser  (VF : Guillaume Orsat)

### Série animée
- The Mummy: The Animated Series (2001-2003) avec John Schneider